# X³: Terran Conflict
X³: Terran Conflict è un videogioco di simulazione spaziale sviluppato dalla casa tedesca Egosoft, della serie di X.
È il seguito stand-alone di X³: Reunion, dove prosegue, sia la trama, che vengono migliorati gli aspetti fondamentali in cui si basa: il commercio, il combattimento, la costruzione e la riflessione. Venne per la prima volta pubblicato su supporto fisico nell'ottobre 2008 e successivamente, scaricabile tramite download, attraverso la piattaforma Steam. Il 15 aprile 2013 venne resa disponibile sempre sullo store di Valve la versione ufficiale per Linux.

## Trama
(dal Manuale del gioco)
Il gioco è ambientato tre anni dopo gli eventi di X3:Reunion. Durante un pattugliamento, i sensori di alcune navi terrestri rilevano un'anomalia nel settore di Nettuno, dove scoprono che alcuni Xenon erano riusciti a penetrare nel sistema solare. Durante il combattimento, si scopre che qualcuno aveva posizionato un Segnale di balzo, una boa di segnalazione che permette di teletrasportarsi ovunque nell'universo. Dopo averla analizzata, vengono rilevati dei droni esploratori, nel settore della Nube di Oort. Seguendo i droni, i Terrestri trovano, vicino ad un'altra boa, una Nova, una nave degli Argon. Una volta accortosi di essere stato scoperto, il pilota Argon la distrugge, teletrasportandosi. Gli Xenon in realtà erano solo un diversivo, mentre le navi terrestri erano occupate a investigare la nave misteriosa, i droni avevano rubato il database di una stazione di ricerca su Saturno. A questo punto il giocatore viene inviato dal Generale Maggiore Terrestre Rai Ishiyama nell'Universo X per indagare. Una volta giunto a destinazione il Comandante Mark, Jackson lo informerà che ultimamente a Xenon si sono verificati attacchi di pirati. Seguendo un Nova Raider modificato dai pirati, il giocatore individua una loro base, situata in un settore sconosciuto. Una volta scansionata e tornato indietro, viene effettuato un pattugliamento dei settori di confine, settori nei quali vengono individuati dei Terraformer inattivi, prime versioni di robot evolutesi poi dagli Xenon. Una volta recuperati i rottami dei robot, il giocatore scorta una nave di trasporto per poter analizzare i rottami dei robot in una base spaziale nei pressi di Venere. Nello stesso momento, alla stazione orbitale su Marte, si verifica un massiccio attacco degli Xenon, rapidamente arginato dalle forze congiunte dell'USC e dall'ATF. Subito dopo il giocatore viene inviato dal Comandante Mark Jackson a cercare il Capitano Robert Pearl, spia in incognito nei territori Argon. Arrivati a destinazione si apprende dal Tenente Patricia Heywood che Pearl è stato scoperto dai servizi segreti Argon, arrestato e portato in un settore militare. I due si recato dal Teladi H. W. Hurilis V che, in cambio dell'abbattimento di un suo rivale in affari, gli garantisce l'ac, cesso al settore in cui è tenuto prigioniero il Capitano Pearl.

## Differenze principali da X³: Reunion
- Oltre alla principale, la presenza di un gran numero di trame.
- Il Sistema Solare è connesso sin dall'inizio del gioco all'Universo X tramite un Portale, interamente esplorabile.
- Oltre alla TerraCorp, sono presenti complessivamente, otto corporazioni TerraCorp.
- Tra di esse la più importante è l'O.T.A.S., dotata di navi proprie.
- Debutta l'A.T.F. (A.G. I. Task Force), una sorta di corpo militare Terrestre che si occupa di pattugliare il Sistema Solare, in particolar modo di eliminare gli Xenon che tentano di penetrarvi.
- Sono presenti navi Terraformer non ancora evolute in Xenon.
- Possibilità di abbordare e catturare grandi navi da guerra.
- La presenza di nuove classi di navi: le corvette pesanti di classe M6M, le fregate missilistiche di classe M7M, i bombardieri di classe M8 e i trasporti con hangar di classe TM.
- Il giocatore non impersona un membro della famiglia Brennan.
- Non esiste più la suddivisione dei laser in alfa, beta e gamma; tranne che per i Kyon dei Kha'ak.

## Le Razze di X

### Gli Argon
Gli Argon sono una razza umanoide, discendente dei coloni Terrestri. Resilente: è la migliore descrizione per una razza che ha colonizzato così tanti pianeti. Di norma tendono a ad essere poco o per nulla amichevoli ed a diffidare gli sconosciuti. Tuttavia, gli Argon che vivono nel loro pianeta madre, chiamato Terra di Argon, amano pensare di essere molto più raffinati e di agire in una maniera più civilizzata dei loro simili. Tuttavia, gli Argon non sono una razza aggressiva. Anche se sono successe più di 800 anni prima, il ricordo delle disastrose guerre civili dopo la separazione dalla Terra è ancora forte. Il loro coinvolgimento in entrambe le Guerre Xenon e nella Campagna Boron, dimostra che sanno come combattere. I coinvolgimenti degli Argon in due delle grandi Guerre dell'Universo di X, hanno spinto la loro tecnologia e lo sviluppo delle loro armi, molto più avanti rispetto alle altre razze. Hanno inoltre sviluppato un ampio ventaglio di scudi difensivi, armamenti e tecnologie navali, così come i loro piloti, la loro flotta spaziale è la più sviluppata dell'intera Comunità dei Pianeti.

### I Boron
I Boron sono esseri acquatici. Hanno sei arti, i quattro principali sono più forti degli altri due. Oltre a questi, hanno un numero variabile di tentacoli molto piccoli. Sono dotati di una testa con bocca e delle antenne sormontate da grandi occhi. Nei Boron esiste un terzo, relativamente raro, sesso, chiamato Lar. I Lar sono estremamente intelligenti e socialmente si trovano in molte posizioni chiave fra il parlamento e la famiglia reale Boron. I Lar non hanno mai i nomi corti e giocosi tipici dei Boron comuni. Tendono a usare degli affascinanti nomi d'onore, a volte adottati anche da altre specie. I Lar sono registrati come femmine, in ogni caso le altre razze non possono distinguere i diversi sessi dei Boron.

### I Kha'ak
I Kha'ak sono una razza di creature, parte insetto, e parte rettile. Possiedono larghi occhi compositi, con pelle spessa a scaglie. Possiedono la natura aggressiva dei rettili. Si pensa che la loro società sia strutturata in caste come negli insetti, una sorta di collettivo controllato telepaticamente . I Kha'ak sono una Collettività in cui l'individuo esiste solo in funzione degli altri. Un Kha'ak può sacrificarsi per il bene comune senza esitare. Questa razza sembra avere come unico obiettivo la distruzione dell'universo. Per attaccare formano dei gruppi di astronavi detti Cluster composti da caccia, intercettori e ricognitori. Quando il nemico è a portata di tiro, si scompongono e attaccano da varie direzioni. Nonostante l'aumento della presenza Kha'ak nell'universo, poco si sa su di loro: La loro origine, quanti siano, le loro vere intenzioni, anche se si rumoreggia di un collegamento con il minerale noto come Nividio. I settori Kha'ak conosciuti non sono molti, ma questo non impedisce loro di compiere incursioni nei settori di tutto l'universo senza distinzioni. Pochi hanno osato entrare in uno di essi data la loro alta pericolosità. Ora comunque molte razze stanno collaborando per eliminare questa minaccia dall'universo attraverso l'Operazione Furia finale, una delle trame di Terran Conflict.

### I Paranid
I Paranid sono una razza estremamente paranoica e feroce. Il loro aspetto ricorda quello di uno scarafaggio terrestre. Di dimensioni notevoli per un essere umano. Possiedono uno spesso strato dermico di colore giallo. Con tre grandi creste ossee sulla cima della loro testa e tre occhi in un profondo solco lungo le loro fronti. La bocca è simile ad una bpcca di un pesce, con due zanne che emergono alle estremità. Hanno una serie di spine ossee che crescono da dietro la loro testa e una coppia di zanne ai margini dei loro occhi. Le braccia e gambe possiedono giunture multiple, mentre i piedi sono simili a larghi zoccoli. I Paranid non hanno sesso, e non si conosce molto su come facciano a riprodursi. Si è solo a conoscenza del fatto che tale riproduzione è in qualche modo connessa con il loro capo supremo il Pontifex Maximus Paranidia (Pontefice Massimo Paranid).

### Gli Split
Gli Split possiedono un aspetto umanoide, i maschi adulti sono alti tra i 1,50 m e 2 m. Le femmine invece, sono più piccole e molto più magre dei loro compagni. Possiedono una pelle pallida color verde/giallognola, occhi blu acceso che osservano da una faccia piatta. Le loro labbra sono permanentemente girate verso il basso e non sono mai stati visti sorridere. La maggior parte dei maschi di questa specie possiede una barba grigia a ciuffi, alla fine di quello che può essere considerato un mento, e ciuffi di capelli grigi sulla parte opposta della loro testa.

### I Teladi
I Teladi sono una razza umanoide di piccole dimensioni. Il loro aspetto è piuttosto simile alle lucertole terrestri, e sono ricoperti di scaglie verdi o brune. Presentano una placca ossea sulla parte posteriore della testa. Possiedono anche una cosiddetta "piastra a scaglie" posta sulla loro fronte che cambia colore in base al loro stato di agitazione: impallidisce se sono impauriti, e si scurisce quando sono arrabbiati. Nella parte superiore della loro testa posseggono una cresta che si raddrizza per dimostrare allegria. I Teladi non scuotono la testa per dire "si" oppure "no", invece muovono le loro piccole orecchie in avanti e indietro. Se messi a disagio tendono tormentarsi un orecchio con le dita. I Teladi sono anfibi e possono stare sotto l'acqua per brevi periodi. Nuotano con grazia in acqua, utilizzando le piccole membrane presenti tra le loro dita. La maggior parte dei Teladi vive al di fuori dell'acqua. Il corpo dei Teladi giovani è coperto con piccole scaglie esagonali che crescendo diventano più grandi e disuguali negli adulti. I loro occhi sono grandi e gialli, ma invecchiando diventano arancioni e rosso scuro. Non hanno denti ma una gengiva ossea e possiedono tre cuori. Degna di nota è anche la paralisi difensiva capace di immobilizzare un Telade quando la sua vita è in pericolo.

### I Terrestri
I Terrestri sono gli abitanti della Terra. Nel gioco sono una razza tecnologicamente avanzata, ma la loro enorme diffidenza verso le altre razze, compresi i loro cugini smarriti gli Argon, li hanno resi estremamente protettivi riguardo ai loro confini e ai loro territori. Per difendere il loro pianeta dalle razze aliene hanno spostato il loro unico portale di salto in una posizione remota presidiato da un'alta presenza militare che fa da cuscinetto fra il Sistema Solare e il Commonwealth terrestre. I Terrestri hanno costruito solo due portali, tutti gli altri sono stati costruiti da una misteriosa e antica razza conosciuta con il nome di 'Antichi'. Nei quasi 760 anni dopo l'invasione dei Terraformer, si sa poco di cosa sia successo alla Terra, a parte le poche notizie portate da Kyle Brennan dopo il suo arrivo nell'Universo di X. I Terrestri non hanno mai fatto sapere a nessuno cosa sia successo in quegli anni, la cosa evidente è che hanno compiuto un gigantesco balzo avanti con la tecnologia. Sono la razza tecnologicamente più avanzata dell'universo. Vissuti da sempre in un universo che consideravano privo di vita aliena, i Terrestri svilupparono un forte senso xenofobo e una innata paura in tutto ciò che è alieno. Questo terrore si rivela fondato quando gli Xenon diedero inizio alla serie di attacchi al sistema solare ma allo stesso tempo gelò per due anni le relazioni tra loro e le razze della Comunità dei Pianeti. Se consideriamo l'ATF come la forza di prevenzione, l'USC (United Space Command, Comando Spaziale Unito) è la flotta di protezione. Costantemente in collaborazione, con l'ATF, l'USC ha accesso alle medesime tecnologie ma non alle navi di proprietà dell'ATF. Più vicina ai civili, l'USC ha il compito di proteggere il Sistema Solare da attacchi interni, insurrezioni e minacce aliene. Oltre a gestire e rifornire le numerose basi logistiche presenti da Venere alla Nube di Oort, l'USC gestisce anche il Torus Terrestre: l'imponente anello di difesa costruito attorno alla Terra per fornire una solida difesa contro la minaccia Terraformer.

#### ATF
L'ATF, acronimo di AGI Task Force. Da AGI ossia una IA capace di auto-programmarsi e imparare ad evolversi. È un corpo militare terrestre. Hanno il compito di impedire a chiunque nell'universo di ripetere l'errore che portò alla rivolta dei Terraformer. Opera con una propria flotta indipendente dall'USC. Nessuno nelle zone controllate dall'ATF può anche solo pensare di programmare una qualsiasi Intelligenza Artificiale Generale( AGI) senza il loro consenso.  Questa fobia per le IA è garantita non solo dopo l'orrore dell'attacco dei Terraformer del 2146, ma anche dalle rappresaglie e dalla repressione operata dal governo terrestre e dall'ATF: in casi sospetti, l'ATF ha carta bianca per eliminare qualsiasi codice di programmazione. Dopo l'arrivo del Capitano Brennan nella Comunità dei Pianeti (dal gioco X:BTF) divenne evidente la reale natura degli Xenon. Originariamente essi erano la flotta Terraformer, spedita dalla Terra secoli or sono, per rendere i pianeti incontrati adatti alla vita della popolazione umana. All'inizio i Terraformer erano dei semplici "robot" guidati da un IA. In pratica erando semplici utensili. Il cambiamento avvenne nell'anno della Terra 2115 quando un errore nell'ultimo aggiornamento, dovuto allo scarso livello di ottimizzazione e alla programmazione a buon mercato, che avrebbe dovuto spegnere i Terraformer, introdusse una serie di errori nella loro flotta. L'aggiornamento si diffuse automaticamente tra tutti i Terraformer creando coscienza emergente. Un secondo errore nell'aggiornamento causò nei Terraformer una confusione interna: iniziarono a confondere le loro simulazioni per la risoluzione dei problemi con la realtà. A distanza di anni la conseguenza di questi aggiornamenti sbagliati, fu quella che sulla Terra è conosciuta come la Guerra Terraformer. Una guerra che devastò la Terra e numerose colonie umane nello spazio. Nella Comunità dei Pianeti, i Terraformer emersero lentamente come Xenon, un'immortale, invincibile minaccia che si è costruita da sola nello scorrere del tempo, fino a ingaggiare l'intera Comunità in una battaglia finale vinta grazie all'arrivo della persona giusta al momento giusto: il Capitano Kyle Brennan con lo Shuttle Xperimental. I Terraformer rimanenti, governati da navi-CPU #Deca (#efaa, #deff, #cafe) si stanno ora ritirando nei settori vicino a Paradiso di Menelaus. I Boron, all'insaputa di tutte le altre specie, presero contatto con una di queste navi-CPU, la CPU #deca chiamata #efaa, e bloccarono il processo di errore insegnando alla nave a diventare cosciente. Anche se le unità #deff, #cafe ed #efaa sono identiche, solamente #efaa è riuscita a diventare cosciente.

### Xenon/Terraformer
A partire dal 2066 fino al 2099 ogni 3 anni i Terrestri lanciarono delle flotte di Terraformer composte da 6 navi equipaggiate per raggiungere pianeti lontani e renderli abitabili prima dell'arrivo dei coloni Terrestri, per poi procedere al pianeta successivo. Lo scopo primario delle flotte era la terraformazione dei pianeti e l'esplorazione dell'universo. Queste macchine autonome avevano un continuo collegamento con la Terra, attraverso droni messaggeri che viaggiavano attraverso la rete di portali o con onde radio, alla quale inviavano posizioni di pianeti, di stelle, coordinate di settori e pianeti terraformati. Dalla Terra, le flotte ricevevano costanti aggiornamenti per le loro IA autonome. Nel 2084 la prima flotta auto-replicante, capace cioè di ripararsi e di costruire altri robot terraformer, lascia la Terra. In seguito a problemi economici, il progetto dei Terraformer viene cancellato dal governo terrestre nel 2099: nessuna nuova flotta sarà creata e inviata nello spazio. Dei droni messaggeri per richiamare la maggior parte delle flotte vengono lanciati nello spazio. Non tutti i Terraformer vengono però raggiunti: alcuni continuarono, all'insaputa dei Terrestri, a riprodursi e terraformare pianeti, come da programma. Dopo 15 anni, nel 2115, un aggiornamento del software che controlla l'IA dei Terraformer viene lanciato nello spazio attraverso onde radio e droni messaggeri alle rimanenti flotte Terraformer conosciute, queste inoltrano l'aggiornamento anche alle altre flotte disperse. Nel 2145, una flotta sconosciuta di 6 Terraformer, raggiunge il Sistema Solare per attuare la missione per cui sono stati creati i Terraformer: terraformare i pianeti simili alla Terra, raccogliere risorse utili ai coloni e costruire le prime installazioni vitali. Per assolvere al loro compito, i Terraformer iniziarono ad attaccare e distruggere le deboli stazioni costruite dall'uomo nel Sistema Solare. Nel 2146 la flotta raggiunge la Terra ed inizia un massiccio bombardamento del pianeta. Solamente il disperato intervento di Nathan R. Gunne, che riuscì a portare tutti i Terraformer in un settore isolato nell'Universo di X distruggendo in seguito il portale per la Terra, riuscì a salvare il pianeta e le colonie, diventando un eroe. Per numerose centinaia di anni dalla Terra non partì più nessuna nave e il progetto del Jumpdrive fu cancellato. Dopo questo disastroso evento la terra non ebbe alcun tipo di contatti con il resto dell'universo; i coloni terrestri su alpha centauri presero il nome da R.Gunne in inglese "Ar Gunne" diventato poi Argon.

### I Pirati
I Pirati non sono in realtà una razza a sé stante, più che altro sono gruppi di criminali di diverse razze che si specializzano in qualunque attività illecita e talvolta si uniscono in clan. Possiedono delle basi sparse nei settori. Le loro stazioni spaziali sono composte da vecchi scafi di grandi navi da carico saldate assieme di solito ben nascoste e difese.  La maggior parte delle basi pirata ha grandi flotte che vengono sfruttate per incursioni o per pattugliamenti. Noti per la loro estrema aggressività, se scoprono un pilota nel loro settore inizieranno quasi sicuramente una "partita di caccia" nei suoi confronti. Si potranno incontrare navi pirata di tutti i tipi, poiché utilizzano navi di altre razze modificate per i loro fini. I gruppi di pirati ricchi possiedono anche navi di produzione propria dal design personalizzato e spesso anche con colori non standard. Non bisogna tuttavia confondere i pirati con i trafficanti di schiavi, molto più intelligenti nel nascondere le loro attività criminose utilizzando navi comuni.

## X³: Albion Prelude
X³: Albion Prelude è un'espansione di X³TC, pubblicato il 15 dicembre 2011 esclusivamente su Steam. In tale espansione e nel medesimo universo TC, viene sviluppata una nuova trama che fa da ponte con il successivo capitolo in via di sviluppo, X: Rebirth; inoltre vengono aggiunte nuove navi e stazioni, e qualche miglioria grafica e di gestione economica.